# Џорџ Чатер
Џорџ Чатер (енгл. George Chuter; 9. јул 1976) бивши је енглески рагбиста. Рагби је почео да тренира када је имао 12 година, играо је на позицији талонера. У професионалној каријери играо је 5 година за Сараценсе и 14 година за Лестер. Са Лестером је освојио 3 титуле првака Енглеске (2001, 2002, 2007) и 2 титуле шампиона Европе (2001, 2002). За репрезентацију Енглеске је дебитовао 2006. у тест мечу против Аустралије. Играо је у финалу светског првенства 2007., када су "црвене руже" поражене од "спрингбокса".